# Michael Bambang Hartono
Michael Bambang Hartono (ur. 2 października 1939 w Kudus) – indonezyjski przedsiębiorca, właściciel jednej z największych fortun na świecie, brydżysta, Senior International Master (WBF).
Michael Bambang Hartono jest znany również jako Oei Gwie Siong (chiń. upr. 黄惠祥; chiń. trad. 黃惠祥; pinyin Huáng Huíxiáng).

## Wyniki brydżowe

### Olimpiady
Na olimpiadach uzyskał następujące rezultaty:
| Olimpiady brydżowe. Zawody teamów | Olimpiady brydżowe. Zawody teamów | Olimpiady brydżowe. Zawody teamów | Olimpiady brydżowe. Zawody teamów | Olimpiady brydżowe. Zawody teamów | Olimpiady brydżowe. Zawody teamów |
| Rok                               | Miejsce                           | Zawody                            | Kategoria                         | Drużyna                           | Pozycja                           |
| --------------------------------- | --------------------------------- | --------------------------------- | --------------------------------- | --------------------------------- | --------------------------------- |
| 2012                              | Lille                             | 2. Olimpiada Sportów Umysłowych   | Seniorzy                          | Indonesia                         | 5                                 |
| 2008                              | Pekin                             | 1. Olimpiada Sportów Umysłowych   | Seniorzy                          | Indonesia                         | 3                                 |

### Zawody światowe
W światowych zawodach zdobył następujące lokaty:
| Mistrzostwa Świata. Konkurencja teamów | Mistrzostwa Świata. Konkurencja teamów | Mistrzostwa Świata. Konkurencja teamów          | Mistrzostwa Świata. Konkurencja teamów | Mistrzostwa Świata. Konkurencja teamów | Mistrzostwa Świata. Konkurencja teamów |
| Rok                                    | Miejsce                                | Zawody                                          | Kategoria                              | Drużyna                                | Pozycja                                |
| -------------------------------------- | -------------------------------------- | ----------------------------------------------- | -------------------------------------- | -------------------------------------- | -------------------------------------- |
| 2014                                   | Sanya                                  | 14. Seria Mistrzostw Świata                     | Seniorzy                               | Indonesia                              | 5                                      |
| 2013                                   | Nusa Dua                               | 41. Mistrzostwa Świata Teamów                   | Trans                                  | Indonesia Seniors                      | 11                                     |
| 2013                                   | Nusa Dua                               | 41. Mistrzostwa Świata Teamów                   | Seniorzy                               | Indonesia                              | 5                                      |
| 2012                                   | Lille                                  | 5. Otwarte Mistrzostwa Świata Teamów Mikstowych | Miksty                                 | Djarum1                                | 9                                      |
| 2011                                   | Veldhoven                              | 40. Mistrzostwa Świata Teamów                   | Trans                                  | Indonesia Senior                       | 73                                     |
| 2011                                   | Veldhoven                              | 40. Mistrzostwa Świata Teamów                   | Seniorzy                               | Indonesia                              | 5                                      |
| 2010                                   | Filadelfia                             | 13. Seria Mistrzostw Świata                     | Miksty                                 | Djarum                                 | 52                                     |
| 2010                                   | Filadelfia                             | 13. Seria Mistrzostw Świata                     | Seniorzy                               | Gabrial UI                             | 3                                      |
| 2009                                   | São Paulo                              | 39. Mistrzostwa Świata Teamów                   | Seniorzy                               | Indonesia                              | 3                                      |

| Mistrzostwa Świata. Konkurencja par | Mistrzostwa Świata. Konkurencja par | Mistrzostwa Świata. Konkurencja par | Mistrzostwa Świata. Konkurencja par | Mistrzostwa Świata. Konkurencja par | Mistrzostwa Świata. Konkurencja par |
| Rok                                 | Miejsce                             | Zawody                              | Kategoria                           | Partner                             | Pozycja                             |
| ----------------------------------- | ----------------------------------- | ----------------------------------- | ----------------------------------- | ----------------------------------- | ----------------------------------- |
| 2014                                | Sanya                               | 14. Seria Mistrzostw Świata         | Seniorzy                            | Munawar Sawiruddin                  | 25                                  |
| 2010                                | Filadelfia                          | 13. Mistrzostwa Świata              | Seniorzy                            | Munawar Sawiruddin                  | 28                                  |

## Klasyfikacja
- Michael Bambang Hartono – klasyfikacja WBF (ang.)